# Maurice Gilliams
Maurice Gilliams, właśc. Guillaume Rosalie (ur. 20 lipca 1900 w Antwerpii, zm. 18 października 1982) – poeta i powieściopisarz flamandzki.
Maurice Gilliams był synem drukarza Fransa Gilliamsa. Na życie i twórczość Maurice’a Gilliamsa ogromny wpływ wywarł związek małżeński z Gabriëlle Baelemans. Został on zawarty 27 sierpnia 1935 r., lecz już wkrótce między małżonkami doszło do separacji. Do rozwodu jednak, ze względu na sprzeciw żony, nie mogło dojść aż do 1976 roku
Maurice Gilliams pracował początkowo w przedsiębiorstwie ojca. W 1947 r. został członkiem Królewskiej Akademii Języka Niderlandzkiego i Literatury Niderlandzkiej (ndl. Koninklijke Academie voor Nederlandse Taal- en Letterkunde ), w której od 1954 r. pełnił funkcję przewodniczącego.
Od września 1955 r. pracował jako bibliotekarz w Królewskim Muzeum Sztuk Pięknych w Antwerpii. W latach 1960–1975 był sekretarzem Królewskiej Flamandzkiej Akademii Języka i Literatury w Gandawie.
Zadebiutował w 1921 r. tomikiem poezji pt. Elegieën. Jego twórczość poetycka jest stosunkowo skromna, obejmuje zaledwie ok. 100 wierszy zróżnicowanych stylistycznie i formalnie.
W twórczości pisarza dominują motywy autobiograficzne, dotyczące przede wszystkim kwestii związanych z nieszczęśliwym małżeństwem, tęsknotą za utraconą młodością oraz niespełnieniem. Jeśli chodzi o sposób obrazowania, stylistykę oraz środki formalne, Gilliams często odwoływał się do dorobku romantyzmu, symbolizmu oraz ekspresjonizmu.
Gilliams był laureatem szeregu nagród i wyróżnień:
- 1969 – Nagroda im. Constantijna Huygensa za dorobek
- 1972 – nagroda literacka Wspólnoty Flamandzkiej w uznaniu twórczości
- 1980 – doctor honoris causa Uniwersytetu w Gandawie
- 1980 – Niderlandzka Nagroda Literacka

Po śmierci pisarza ustanowiona została nagroda jego imienia.
W przekładzie na język polski ukazały się dwie powieści Gilliamsa: Elias of het gevecht met de nachtegalen (z 1936) oraz stanowiąca jej kontynuację Winter te Antwerpen (1953). Zostały one przełożone przez Andrzeja Kołaczkowskiego i opublikowane w tomie Eliasz albo walka ze słowikami, Warszawa 1971 (w serii Współczesna Proza Światowa).

## Dzieła
- 1927 – Landelijk solo
- 1927-1929 – De fles in zee
- 1930-1931 – Het Maria-leven
- 1933 – Oefentocht in het luchtledige
- 1933 i 1938 – Het verleden van Columbus
- 1936 – Verzen 1936
- 1936 – Elias of het gevecht met de nachtegalen (powieść, wyd. pol. pt. Eliasz albo walka ze słowikami, Warszawa 1971, s. 9–91)
- 1939-1954 – Tien gedichten
- 1943 – De man voor het venster
- 1947 – Het verlangen
- 1952 – Een bezoek aan het prinsengraf. Essay over de dichter Paul van Ostaijen
- 1953 – Winter te Antwerpen (powieść, wyd. pol. pt. Zima w Antwerpii, w tomie pt. Eliasz albo walka ze słowikami, Warszawa 1971, s. 93–142)
- 1954-1958 – Bronnen der slapeloosheid
- 1955-1959 – Vita Brevis (= dzieła zebrane w czterech tomach)
- 1991 – Gregoria of een huwelijk op Elseneur (powieść napisana w 1938 r.)